# Ronde van Polen 1999
De Ronde van Polen 1999 (Pools: Wyścig Dookoła Polski 1999) werd verreden van maandag 6 september tot en met zondag 12 september in Polen. Het was de 56ste editie van de rittenkoers, die in 2005 deel ging uitmaken van de UCI Europe Tour (categorie 2.1). De ronde telde zeven etappes, en werd afgesloten met een individuele tijdrit over 23 kilometer. Titelverdediger was de Rus Sergei Ivanov.

## Etappe-uitslagen

### 1e etappe
| Elbląg – Elbląg (188 km) |                   |                      |          |
| Plaats                   | Naam              | Ploeg                | Tijd     |
| Winnaar                  | Gianpaolo Mondini | Cantina Tollo-Alexia | 4u15'55" |
| 2                        | Jens Voigt        | Crédit Agricole      | z.t.     |
| 3                        | Cezary Zamana     | Mróz                 | z.t.     |

### 2e etappe
| Malbork – Toruń (173,5 km) |                  |                   |          |
| Plaats                     | Naam             | Ploeg             | Tijd     |
| Winnaar                    | Massimo Strazzer | Mobilvetta Design | 3u53'20" |
| 2                          | Marcin Gębka     | Mróz              | z.t.     |
| 3                          | Piotr Zaradny    | Sprandi Mat       | z.t.     |

### 3e etappe
| Ciechocinek – Kalisz (200 km) |                  |                   |          |
| Plaats                        | Naam             | Ploeg             | Tijd     |
| Winnaar                       | Jaan Kirsipuu    | Casino            | 4u24'55" |
| 2                             | Massimo Strazzer | Mobilvetta Design | z.t.     |
| 3                             | Tristan Hoffman  | TVM-Farm Frites   | z.t.     |

### 4e etappe
| Ostrów Wielkopolski – Jelenia Góra (240 km) |                 |                      |          |
| Plaats                                      | Naam            | Ploeg                | Tijd     |
| Winnaar                                     | Artur Krasiński | Sprandi Mat          | 4u24'55" |
| 2                                           | Marek Kaminski  | Servisco             | +00' 58" |
| 3                                           | Nicola Minali   | Cantina Tollo-Alexia | +01' 29" |

### 5e etappe
| Szczawno Zdrój – Walbrzych (168 km) |                 |                      |          |
| Plaats                              | Naam            | Ploeg                | Tijd     |
| Winnaar                             | Piotr Wadecki   | Mróz                 | 4u14'21" |
| 2                                   | Paolo Bossoni   | Cantina Tollo-Alexia | z.t.     |
| 3                                   | Zbigniew Piątek | Mróz                 | z.t.     |

### 6e etappe
| Szklarska Poręba – Karpacz (171,5 km) |                  |              |          |
| Plaats                                | Naam             | Ploeg        | Tijd     |
| Winnaar                               | Raimondas Rumšas | Mróz         | 4u49'24" |
| 2                                     | Michele Ferti    | Amore & Vita | +00' 18" |
| 3                                     | Piotr Wadecki    | Mróz         | +00' 25" |

### 7e etappe
| Piechowice – Karpacz (individuele tijdrit over 23 km) |                   |         |          |
| Plaats                                                | Naam              | Ploeg   | Tijd     |
| Winnaar                                               | Raimondas Rumšas  | Mróz    | 0h35'34" |
| 2                                                     | Tomasz Brożyna    | Mróz    | +00' 11" |
| 3                                                     | Christophe Moreau | Festina | +00' 24" |

## Eindklassementen
| Plaats    | Naam              | Ploeg              | Tijd       |
| --------- | ----------------- | ------------------ | ---------- |
| Gele trui | Tomasz Brożyna    | Mróz               | 27u52'53"  |
| 2         | Cezary Zamana     | Mróz               | +00' 29"   |
| 3         | Jens Voigt        | Crédit Agricole    | +00' 30"   |
| 4         | Raimondas Rumšas  | Mróz               | +03' 05"   |
| 5         | Piotr Wadecki     | Mróz               | +03' 56"   |
| 6         | Isidro Nozal      | ONCE-Deutsche Bank | +04' 27"   |
| 7         | Christophe Moreau | Festina            | +04' 35"   |
| 8         | Bart Voskamp      | TVM-Farm Frites    | +05' 26"   |
| 9         | Denis Leproux     | BigMat-Auber 93    | +05' 54"   |
| 10        | Zbigniew Piątek   | Mróz               | +06' 31"   |
|           |                   |                    |            |
| 55        | Bart Scheirlinckx | TVM-Farm Frites    | +1h00' 52" |

| Plaats     | Naam              | Ploeg   | Punten |
| ---------- | ----------------- | ------- | ------ |
| Witte trui | Piotr Wadecki     | Mróz    | 80     |
| 2          | Christophe Moreau | Festina | 71     |
| 3          | Cezary Zamana     | Mróz    | 69     |

| Plaats      | Naam             | Ploeg              | Punten |
| ----------- | ---------------- | ------------------ | ------ |
| Groene trui | Piotr Przydział  | Mróz               | 16     |
| 2           | Marcelino García | ONCE-Deutsche Bank | 16     |
| 3           | Radosław Romanik | Sprandi Mat        | 12     |

| Plaats    | Naam              | Ploeg                | Punten |
| --------- | ----------------- | -------------------- | ------ |
| Rode trui | Piotr Przydział   | Mróz                 | 9      |
| 2         | Gianpaolo Mondini | Cantina Tollo-Alexia | 8      |
| 3         | Marcin Gębka      | Mróz                 | 8      |

Mannen: 1928 · 
1929 · 
1930-1932 · 
1933 · 
1934-1936 · 
1937 · 
1938 · 
1939 · 
1940-1946 · 
1947 · 
1948 · 
1949 · 
1950-1951 · 
1952 · 
1953 · 
1954 · 
1955 · 
1956 · 
1957 · 
1958 · 
1959 · 
1960 · 
1961 · 
1962 · 
1963 · 
1964 · 
1965 · 
1966 · 
1967 · 
1968 · 
1969 · 
1970 · 
1971 · 
1972 · 
1973 · 
1974 · 
1975 · 
1976 · 
1977 · 
1978 · 
1979 · 
1980 · 
1981 · 
1982 · 
1983 · 
1984 · 
1985 · 
1986 · 
1987 · 
1988 · 
1989 · 
1990 · 
1991 · 
1992 · 
1993 · 
1994 · 
1995 · 
1996 · 
1997 · 
1998 · 
1999 · 
2000 · 
2001 · 
2002 · 
2003 · 
2004 · 
2005 · 
2006 · 
2007 · 
2008 · 
2009 ·
2010 ·
2011 ·
2012 ·
2013 ·
2014 ·
2015 ·
2016 ·
2017 ·
2018 ·
2019 ·
2020 · 2021 · 2022 · 2023 · 2024
Vrouwen: 1998 · 1999 · 2000 · 2001 · 2002 · 2003 · 2004 · 2005 · 2006 · 2007 · 2008 · 2009-2015 · 2016 · 2017-2023 · 2024 · 2025